# Anopheles corethroides
Anopheles corethroides är en tvåvingeart som beskrevs av Theobald 1907. Anopheles corethroides ingår i släktet Anopheles och familjen stickmyggor.
Artens utbredningsområde är Queensland. Inga underarter finns listade i Catalogue of Life.